# Claudius Paternus Clementianus

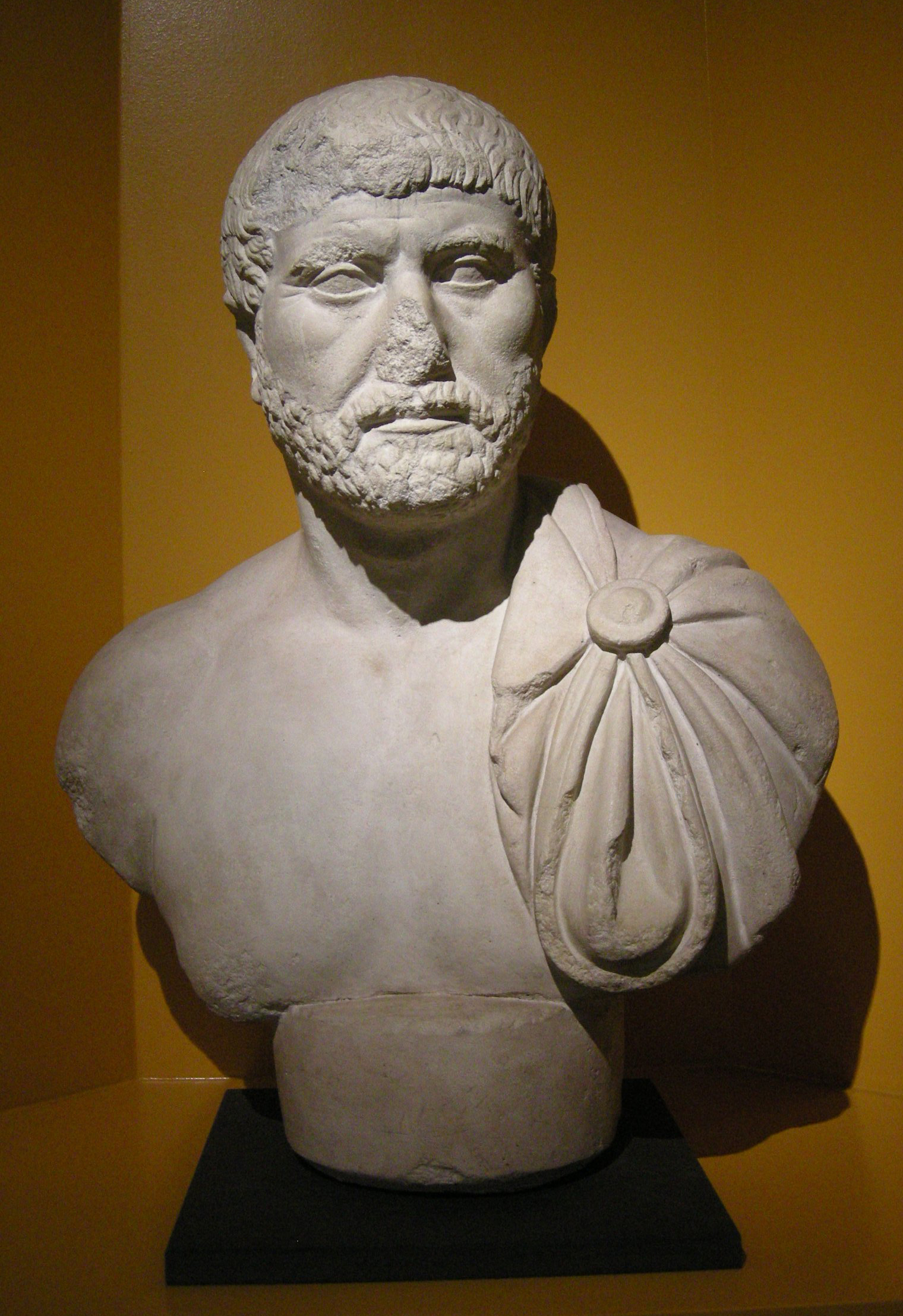
Büste des Claudius Paternus Clementianus im kärnten.museum

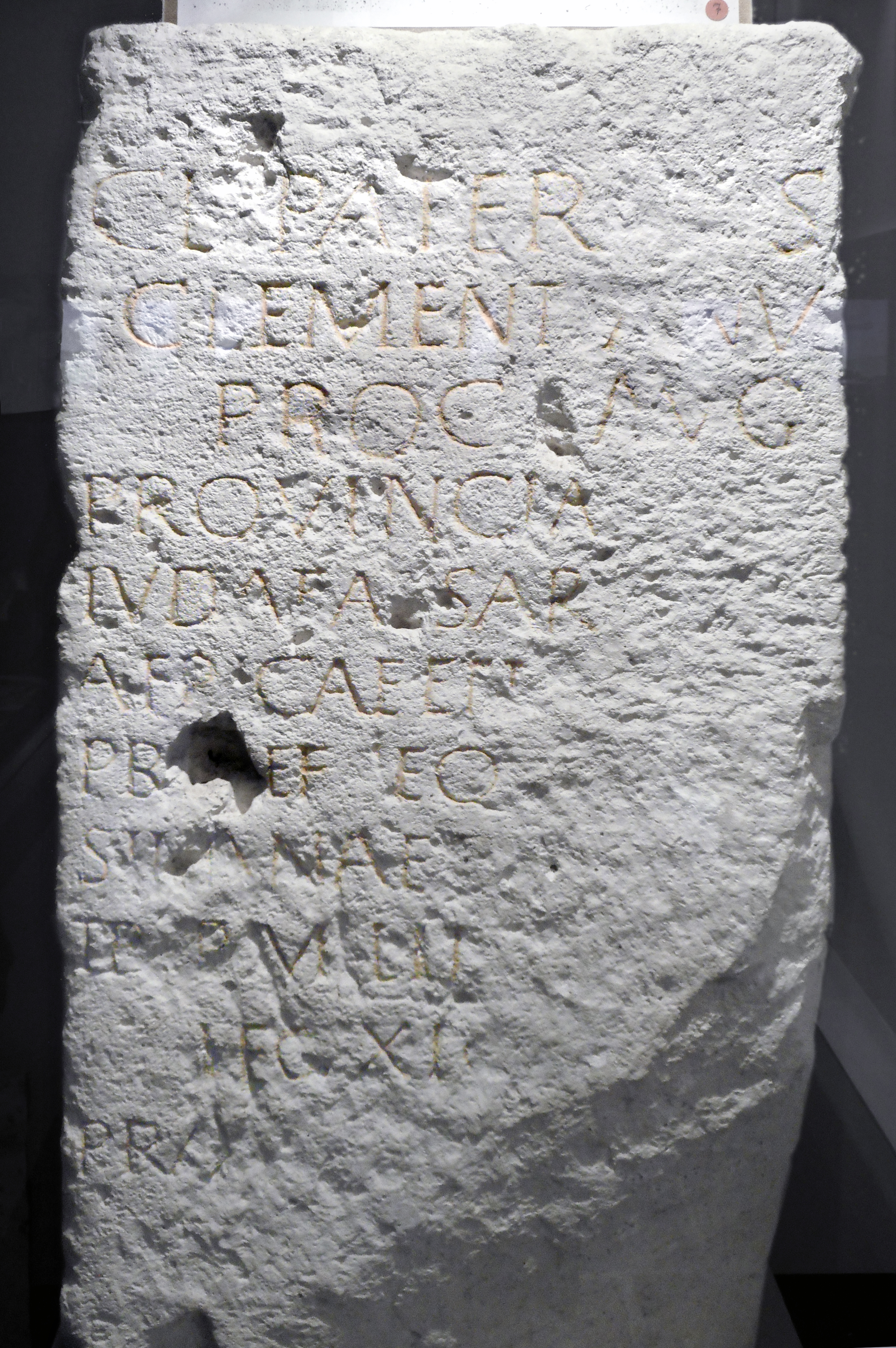
Eine der beiden in Epfach entdeckten Bauinschriften des Claudius Paternus Clementianus (CIL 03, 05776)

Claudius Paternus Clementianus (* 65 in Abodiacum, heute Epfach, Deutschland; † um 130 ebenda) war ein römischer Militär und Statthalter während der Regierungszeit der Kaiser Trajan und Hadrian.

## Leben
Claudius stammte aus Abodiacum und war Sohn eines keltisch-stämmigen Legionärs mit römischem Bürgerrecht, der offenbar in den Ritterstand aufgestiegen war. Seine militärische Laufbahn  bestand aus den für einen Angehörigen des Ritterstandes üblichen Tres militiae: Zunächst übernahm er als Präfekt die Leitung der Cohors I classica. Im Anschluss wurde er Tribun in der Legio XI Claudia, und danach übernahm er als Praefectus equitum die Leitung der Ala Siliana torquata civium Romanorum, die zu dieser Zeit in Pannonien stationiert war.
Er war in der Folge Prokurator in Iudaea (111–114), Sardinia et Corsica (115–119), Africa proconsularis (119–122) und anschließend bis 125 in den Provinzen Rätien und Noricum. Anschließend kehrte er nach Abodiacum zurück und starb dort wohl um das Jahr 130.
In seiner Heimatstadt scheint er die Errichtung öffentlicher Bauten finanziert zu haben. Zwei Bauinschriften des Claudius Paternus Clementianus wurden 1830 als Spolien in einer spätrömischen Mauer um den Lorenzberg in Epfach gefunden. Die Inschrift CIL 3, 5775, stammt offenkundig von einem mächtigen Monument, von dem sich sechs teilweise aneinanderpassende Tuffsteinblöcke fanden:
[Claud(ius) P]aternus Cleme[ntianus]

proc(urator) Au[g(usti)]

[provinciarum Iudaeae]

[Sardiniae Africae et Norici]

praef(ectus) eq(uitum) alae Silia[nae]

torquatae c(ivium) R(omanorum)

trib(unus) [militum]

leg(ionis) [XI Claud(iae)]

[praef(ectus) coh(ortis) I Cla]ssica[e]

[---] fecit
CIL 3, 5776 besteht aus einem einzelnen Werkstück, das ebenfalls aus Tuff gearbeitet wurde:
Cla(udius) Paternus

Clementia[n]us

proc(urator) Aug(usti)

provincia[rum]

Iudaeae Sar[diniae]

Africae et [Norici]

praef(ectus) eq(uitum) [alae]

Silianae t[orq(uatae) c(ivium) R(omanorum)]

trib(unus) milit[um]

leg(ionis) XI C[l(audiae)]

pra[ef(ectus) coh(ortis) I classic(ae)]

[